# Wincherode
Wincherode ist der kleinste Ortsteil der Stadt Neukirchen im nordhessischen Schwalm-Eder-Kreis. Das Dorf ist Teil der Gemarkung Nausis und gehört zum Ortsbezirk Nausis/Wincherode.
Wincherode liegt am westlichen Rand des Knüllgebirges. Es liegt in der Schwalm. Das Dorf liegt rund 3 km südlich der Kernstadt Neukirchen. Die nächstgrößeren Städte sind Kassel (etwa 50 Kilometer nördlich), Marburg (etwa 40 Kilometer westlich), Fulda (etwa 40 Kilometer südöstlich) und Bad Hersfeld (etwa 25 Kilometer östlich).

## Geschichte
Die älteste bekannte schriftliche Erwähnung von Wincherode erfolgte unter dem Namen Windirade im Jahr 1309 in einer Urkunde des Klosters Haina. Weitere Erwähnungen erfolgten unter den Ortsnamen (in Klammern das Jahr der Erwähnung): Winderodde (1310), Winderode (1312), Wingenrode (1556), Winchenrode (1569), Winchenrot (1585), Wingenroda (1613) und Wincherode (1747).
1311 wird das Dorf aber schon als Wüstung bezeichnet.
Am 31. Dezember 1971 wurde die bis dahin selbständige Gemeinde Nausis, zu der Wincherode gehörte, im Zuge der Gebietsreform in Hessen nach Neukirchen eingemeindet. Seit 1972 ist Wincherode ein eigener Ortsteil von Neukirchen. Es gehört aber weiter zum Ortsbezirk Nausis/Wincherode.

## Bevölkerung
Im Jahr 1885 wurden 15 Wohnhäuser mit 86 Bewohnern gezählt. Nach den Erhebungen des Zensus 2011 lebten am Stichtag, dem 9. Mai 2011, in Wincherode 66 Einwohner. Darunter waren keine Ausländer. Nach dem Lebensalter waren 9 Einwohner unter 18 Jahren, 24 zwischen 18 und 49, 15 zwischen 50 und 64 und 15 Einwohner waren älter. Die Einwohner lebten in 24 Haushalten. Davon waren 6 Singlehaushalte, 6 Paare ohne Kinder und 12 Paare mit Kindern, sowie keine Alleinerziehende und 3 Wohngemeinschaften. In 3 Haushalten lebten ausschließlich Senioren und in 15 Haushaltungen lebten keine Senioren. Im Jahr 2020 meldete die Stadt Neukirchen 61 Einwohner für Wincherode.

## Ortsbeirat
Siehe Ortsbeirat Nausis/Wincherode